# Théophile Thoré-Bürger
Étienne-Joseph-Théophile Thoré, detto William Bürger, poi Théophile Thoré-Bürger (La Flèche, 23 giugno 1807 – Parigi, 30 aprile 1869), è stato un giornalista e critico d'arte francese.
È meglio conosciuto per la sua riscoperta dei lavori del pittore Johannes Vermeer.

## Biografia
Thoré-Bürger nacque a La Flèche, nella Sarthe. La sua carriera come critico d'arte iniziò nel 1830, ma era attivo anche come giornalista politico. Nel marzo 1848 fondò La Vraie République, un giornale che fu presto vietato da Louis-Eugène Cavaignac. Un anno dopo, nel marzo 1849, fondò un altro giornale, Le Journal de la vraie République, che fu vietato dopo poco. Thoré-Bürger andò in esilio a Bruxelles. Continuò la pubblicazione di articoli sotto lo pseudonimo di William Bürger. Tornò in Francia solo dopo l'amnistia del 1859. Morì a Parigi dieci anni dopo.
Oggi, Thoré-Bürger è meglio conosciuto per la sua riscoperta dell'opera di Johannes Vermeer e molti altri artisti olandesi di spicco, come Frans Hals (fu il primo a descrivere il ritratto di Malle Babbe), Carel Fabritius e altri. L'interesse di Thoré-Bürger in Vermeer iniziò nel 1842 quando vide la Veduta di Delft nei Mauritshuis dell'Aia. Il nome di Vermeer era del tutto sconosciuto al momento; Thoré-Bürger fu così impressionato con la Veduta di Delft, che trascorse gli anni precedenti al suo esilio alla ricerca di altre opere del pittore. Infine pubblicò descrizioni e un catalogo delle opere di Vermeer, anche se molti dei dipinti attribuiti al Maestro sono stati in seguito attribuiti ad altri.

## Pubblicazioni
- Dictionnaire de phrénologie et de physiognomonie, à l'usage des artistes, des gens du monde, des instituteurs, des pères de famille, des jurés, etc., 1836
- La Vérité sur le parti démocratique, 1840
- Catalogue de dessins des grands maîtres, provenant du cabinet de M. Villenave, 1842
- Le Salon de 1844, précédé d'une lettre à Théodore Rousseau, 1844
- Dessins de maîtres, Collection de feu M. Delbecq, de Gand, 1845
- Catalogue des estampes anciennes formant la collection de feu M. Delbecq, de Gand, 1845
- La Recherche de la liberté, 1845
- Le Salon de 1845, précédé d'une lettre à Béranger, 1845
- Le Salon de 1846, précédé d'une Lettre à George Sand, 1846
- Le Salon de 1847, précédé d'une Lettre à Firmin Barrion, 1847
- Mémoires de Caussidière, ex-préfet de police et représentant du peuple, insieme a Marc Caussidière, 2 vol., 1849
- La Restauration de l'autorité, ou l'Opération césarienne, 1852
- Dans les bois, 1856
- En Ardenne, par quatre Bohémiens. Namur, Dinant, Han, Saint-Hubert, Houffalize, La Roche, Durbuy, Nandrin, Comblain, Esneux, Tilf, Spa, insieme ad altri autori, 1856
- Trésors d'art exposés à Manchester en 1857 et provenant des collections royales, des collections publiques et des collections particulières de la Grande-Bretagne, 1857
- Amsterdam et La Haye. Études sur l'école hollandaise, 1858
- Çà & là, 1858
- Musées de la Hollande, 2 vol., 1858–1860
- Études sur les peintres hollandais et flamands. Galerie d'Arenberg, à Bruxelles avec le catalogue complet de la collection, 1859
- Musée d'Anvers, 1862
- Trésors d'art en Angleterre, 1862
- Van der Meer (Ver Meer) de Delft, 1866

### Pubblicazioni postume
- Les Salons: études de critique et d'esthétique, 3 vol., 1893
- Thoré-Bürger peint par lui-même: lettres et notes intimes, 1900